# Pedro Skvarca
Pedro Skvarca (14 de enero de 1944, Liubliana, Eslovenia) es un ingeniero geodésico-geofísico con una larga trayectoria dedicada a la investigación glaciológica moderna en la Antártida y la Patagonia Austral. Actualmente continúa investigando y se desempeña como Director Científico de Glaciarium, Centro de Interpretación de Glaciares en El Calafate, Provincia de Santa Cruz, Argentina.

## Biografía

### Trayectoria
Cursa sus estudios primarios en su país natal. Su padre muere a manos de comunistas yugoslavos. Razón por la cual su madre en 1956, decide emigrar con sus dos hijos a la Argentina.
Estudia bachillerato en el Colegio Nacional Esteban Echeverría de Ramos Mejía, donde egresa en 1963 con la distinción de Medalla de Oro.
Asiste a la Facultad de Ingeniería (Universidad de Buenos Aires), que le otorga en el año 1968 el diploma de Agrimensor. Continúa luego la carrera en Escuela para Graduados en Ingeniería Geodésica-Geofísica e Ingeniería Hidrográfica para egresar en 1972 como Ingeniero geodésico-geofísico.
Lleva a cabo con éxito su primera campaña con la Escuela de Graduados en 1969 realizando un trabajo de mediciones gravimétricas en la cumbre del Cerro Aconcagua a los 6959 m de altitud. En ese entonces fue el punto más alto del mundo en el que se haya medido gravedad.
A inicios de 1973 ingresa en el Instituto Antártico Argentino, Dirección Nacional del Antártico, donde se desempeña como Investigador Científico. En 1974 se especializa en glaciología en el Scott Polar Research Institute, Cambridge, Inglaterra. Durante ese año asiste a cursos prácticos de glaciología en Valle de Tarfala, Suecia y Chamonix-Mont-Blanc, Francia. En 1979 es designado Jefe de la División Glaciología del Instituto Antártico Argentino.
Es miembro de la Sociedad Glaciológica Internacional, del Grupo Permanente de Ciencias Físicas del Comité Científico de Investigaciones Antárticas (SCAR) y de la Sociedad de Especialistas Latinoamericanos en Percepción Remota (SELPER), y Miembro de Número de la Academia Nacional de Geografía.
Dictó numerosos cursos de Glaciología para profesores de Enseñanza Media, cursos pre-Antárticos para personal de las Fuerzas Armadas, y ha contribuido a cursos de Capacitación Antártica y al curso Internacional de Navegación Antártica. Participó en simposios y congresos de la especialidad y dicta conferencias en varias universidades nacionales y extranjeras, así como conferencias de prensa relacionadas con importantes eventos glaciológicos ocurridos en Antártida.
Ha llevado a cabo 41 campañas a la Antártida desde 1973, y 25 a los glaciares de la Patagonia Austral, cuyo resultado son numerosas publicaciones científicas en journals especializados, entre ellas las prestigiosas Science & Nature . Entre otros trabajos se destacan su aporte a los informes de 1994 y 2001 del Grupo Intergubernamental de Expertos sobre el Cambio Climático IPCC.
A partir del año 1990 dedica parte de su tiempo y esfuerzo a investigar los casi desconocidos glaciares del Campo de hielo Patagónico Sur, de gran importancia para los estudios científicos del cambio global.
A los logros profesionales alcanzados por Pedro Skvarca en la Antártida se debe agregar también el significativo aporte al conocimiento científico de los glaciares Patagónicos, reflejado en numerosos trabajos de investigación presentados en congresos de la especialidad.

## Pasión por la montaña

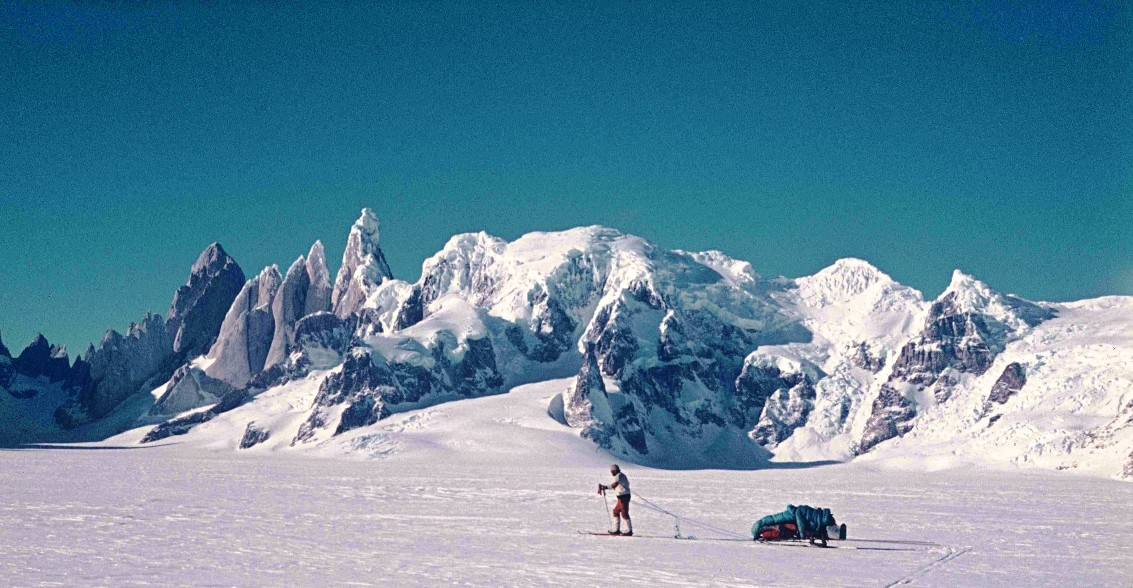
P. Skvarca en la primera travesía invernal entre Estancia Cristina y Piedra del Fraile (1976)

Fuera del ámbito glaciológico se destaca su gran amor por la montaña y desempeño como montañista. Durante la década del 60 desarrolla una intensa actividad de andinismo, en mucha ocasiones junto a su hermano Jorge J. Skvarca y ascienden a numerosas cumbres vírgenes en cercanías del Campo de hielo Patagónico Sur.
Entre sus grandes ascensiones cabe destacar:
- Primera ascensión al Cerro Gorra Blanca
- Primera ascensión al Cerro Cardenal Cagliero
- Primera ascensión al Volcán Lautaro
- Primera ascensión al Cerro Pier Giorgio
- Primera ascensión al Cerro Roma
- Primera ascensión al Cerro Norte

## Vida personal
Su familia está compuesta por su esposa, dos hijas, dos nietos y una nieta.